# Claude Lecomte
Claude Lecomte (* 30. Oktober 1931 in Paris; † 19. September 2017 ebenda) war ein französischer Kameramann, dessen Wirken eng mit dem Schaffen des Regisseurs Michel Devilles verbunden ist.

## Leben und Wirken
Lecomte erhielt noch als Teenager gleich nach dem Krieg eine photo- und kameratechnische Ausbildung und ist seit spätestens 1950 als Kameraassistent nachweisbar. Zu seinen Lehrmeistern zählen Jean Bourgoin und Roger Fellous. In dieser Funktion blieb er die kommenden vier Jahre tätig und war 1956/57 als Kameraassistent auch an Jacques Tatis Meisterwerk Mein Onkel beteiligt. 1958 holte ihn der gleichaltrige Regiedebütant Deville und ließ Lecomte bis Mitte der 1980er Jahre hinein das Gros seiner Filme fotografieren. 1969/70 stand Claude Lecomte auch bei zwei späten Filmen Brigitte Bardots hinter der Kamera, zu Beginn der 1980er Jahre wurde er auch für einige englischsprachige Produktionen verpflichtet. 1993 zog er sich aus dem Filmgeschäft zurück, danach verliert sich seine Spur.

## Filmografie
- 1958: Eine Kugel im Lauf (Une balle dans le canon)
- 1961: Das Spiel der Lüge (Adorable menteuse)
- 1963: Alles wegen dieser Frauen (A cause, à cause d’une femme)
- 1963: Gangster, Gold und flotte Mädchen (L’appartement des filles)
- 1964: Lucky Jo
- 1965: Eddie, Blüten und Blondinen (Ces dames s'en mêlent)
- 1965: Diamantenbillard (Un milliard dans un billard)
- 1967: Die Blonde von Peking (La blonde de Pékin)
- 1968: Bye Bye Barbara
- 1969: Oh, diese Frauen (Les femmes)
- 1969: Der Bär und die Puppe  (L'ours et la poupée)
- 1970: Die Novizinnen (Les novices)
- 1971: Raphael, der Wüstling (Raphael ou le debauche)
- 1971: Eine verrückte Familie (La Mandarine)
- 1972: Die unbekannte Schöne (La femme en bleu)
- 1974: Das wilde Schaf (Le mouton enragé)
- 1976: Andréa
- 1977: Auch Betrügen will gelernt sein (L’apprenti salaud)
- 1978: Ohne Datenschutz (Le dossier 51)
- 1980: Sunday Lovers (Les séducteurs)
- 1981: Stille Wasser (Eaux profondes)
- 1982: Ein Opa kommt selten allein (Better Late Than Never)
- 1983: Die kleine Bande (La petite bande)
- 1983: Ein Klassemädchen (Just the Way You Are)
- 1985: Monsieur de Pourceaugnac
- 1985: Gefahr im Verzug (Péril en la demeure)
- 1986: Am großen Weg (Le grand chemin)
- 1987: Promis…juré!
- 1989: Der Krieg ist aus (Après la guerre)
- 1990: Die schöne Lili (La reine blanche)
- 1993: À cause d’elle